# 德拉任·拉迪奇
德拉任·拉迪奇（1963年1月1日—)，克羅地亞前足球運動員，司職守門員，現時為克羅地亞國家足球隊助理教練。
拉蒂奇整個職業生涯都是在國內聯賽度過，主要效力具實力的薩格勒布戴拿模，沒有在其他聯賽打滾。他原先代表南斯拉夫國家隊出賽，至南斯拉夫分裂後因其出生地關係，代表克羅地亞國家隊出賽。他在國家隊最佳成績，莫過於1998年世界杯季軍。其時他已經三十五歲。
拉蒂奇於2000年退役。之後一直在國家隊擔任守門員教練，至2006年出任克羅地亞21歲以下國家足球隊主教練。

## 榮譽
- 世界杯季軍：1998